# Malacacanthus capensis
Malacacanthus capensis ist eine Art der Achtstrahligen Korallen (Octocorallia), die an der Südspitze Afrikas im kühlen Agulhasbecken endemisch vorkommt.

## Merkmale

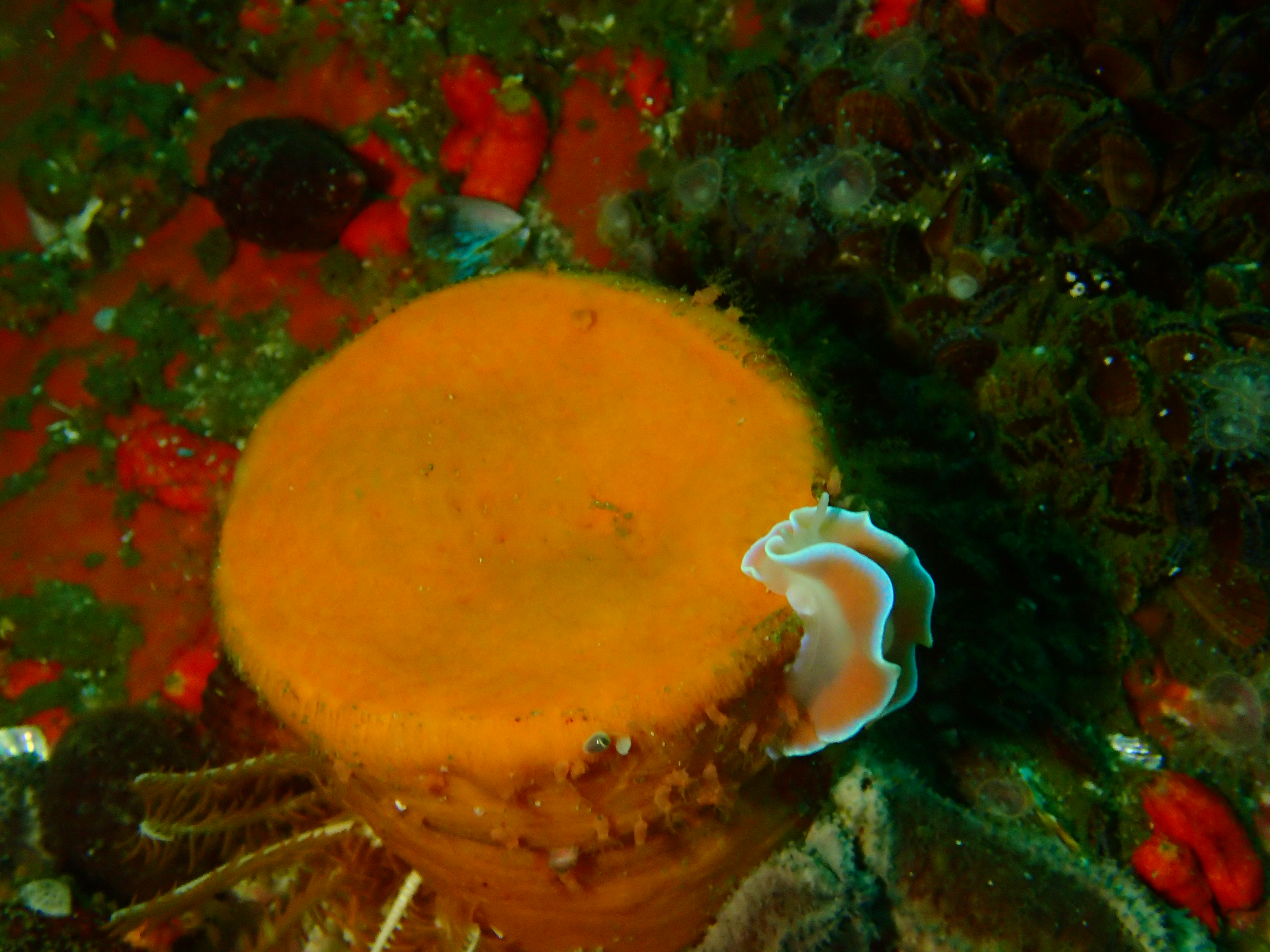
M. capensis mit eingezogenen Polypen und Schnecke am Rand des Polypariums

Wie alle fast alle Oktokorallen bildet Malacacanthus capensis Kolonien, die aus vielen Einzelpolypen bestehen. Die Kolonien bestehen aus einem zylindrischen Stiel ohne Achsenskelett, auf dem sich ein pilzförmiges Polyparium befindet. Auf dem Polyparium sitzen die Einzelpolypen. Es kann vollständig in den Stiel zurückgezogen werden. Der Stiel ist von einer rauen, hornartigen Kutikula bedeckt. Die Polypen sind dimorph, können zurückgezogen werden und sind gleichmäßig über die Oberfläche des Polypariums verteilt. Am Stiel sind keine Polypen vorhanden. Der gesamten Kolonie fehlen die Sklerite. Malacacanthus capensis lebt nicht mit Zooxanthellen in Symbiose und ist deshalb auf planktonische Nahrung angewiesen.

## Systematik
Die Korallenart wurde 1900 durch den britischen Zoologen Sydney J. Hickson unter der Bezeichnung Heteroxenia capensis erstmals wissenschaftlich beschrieben. 1910 beschrieb der schottische Zoologe James Stuart Thomson die Koralle ein zweites Mal und gab ihr den Namen Malacacanthus rufus. Dies wurde als Synonymbeschreibung erkannt aber man stellte auch fest, dass die Koralle nicht zur Gattung Heteroxenia gehören kann. Deshalb ist Malacacanthus capensis die heute gültige Bezeichnung der Art. Sie ist die einzige Art der 2022 eingeführten Familie Malacacanthidae und Malacacanthus ist die namensgebende Gattung für die im gleichen Jahr aufgestellte Ordnung Malacalcyonacea. Eine morphologisch ähnliche Art ist Ceratocaulon wandeli von der Küste Islands, da aber keine molekularbiologischen Daten zu dieser Art vorliegen, ist es noch nicht möglich C. wandeli ebenfalls in die Familie Malacacanthidae einzuordnen.